# Monsters, Inc.
Monsters, Inc. (bra: Monstros S.A.; prt: Monstros e Companhia) é um filme de animação e comédia americana de 2001 produzido pela Pixar Animation Studios e distribuído pela Walt Disney Pictures. Apresentando as vozes de John Goodman, Billy Crystal, Steve Buscemi, James Coburn, Mary Gibbs e Jennifer Tilly, o filme foi dirigido por Pete Docter em sua estreia na direção e teve produção executiva de John Lasseter e Andrew Stanton. O filme é centrado em dois monstros - James P. "Sulley" Sullivan e seu parceiro caolho e melhor amigo Mike Wazowski - empregados na fábrica líder de produção de energia Monsters, Inc, que gera energia assustando crianças humanas. No entanto, o mundo dos monstros acredita que as crianças são tóxicas e, quando uma delas entra na fábrica, Sulley e Mike devem devolvê-la para casa antes que seja tarde demais.
Docter começou a desenvolver o filme em 1996 e escreveu a história com Jill Culton, Jeff Pidgeon e Ralph Eggleston. Stanton escreveu o roteiro com o roteirista Dan Gerson. Os personagens passaram por muitas encarnações ao longo do processo de produção de cinco anos do filme. A equipe técnica e os animadores encontraram novas maneiras de simular peles e tecidos de forma realista para o filme. Randy Newman, que compôs a música para os três filmes anteriores da Pixar, voltou a compor para o quarto.
Monsters, Inc. foi elogiado pela crítica e provou ser um grande sucesso de bilheteria desde seu lançamento em 2 de novembro de 2001, gerando mais de 577 milhões de dólares em todo o mundo e se tornando o terceiro filme de maior bilheteria de 2001. O filme ganhou o Oscar de Melhor Canção Original por "If I Didn't Have You" e foi indicado para o primeiro Oscar de Melhor Filme de Animação, mas perdeu para Shrek da DreamWorks, e também foi indicado para o Oscar de Melhor Trilha Sonora Original e o Oscar de Melhor Edição de Som. Monsters, Inc. viu um relançamento em 3D nos cinemas em 19 de dezembro de 2012. Uma prequela intitulada Monsters University, dirigida por Dan Scanlon, foi lançada em 21 de junho de 2013. Uma série intitulada de Monsters at Work foi lançada no Disney+ no dia 7 de julho de 2021.

## Enredo
Em um mundo habitado por monstros, a cidade de Monstrópolis é alimentada pela energia dos gritos de crianças humanas. Na fábrica da Monsters, Inc., monstros habilidosos empregados como "assustadores" se aventuram no mundo humano para assustar as crianças e colher seus gritos, através de portas que ativam portais para os armários dos quartos das crianças. O campo é considerado perigoso, pois acredita-se que crianças humanas sejam tóxicas. A produção de energia está caindo porque as crianças estão a assustar-se menos, e o CEO da empresa, Henry J. Waternoose III, está determinado a encontrar uma solução para o problema. James P. "Sulley" Sullivan e seu melhor amigo, Michael "Mike" Wazowski, são os principais funcionários da organização, mas seu principal rival, Randall Boggs, está logo atrás.
Uma noite, depois do trabalho, Sulley descobre que alguém deixou uma porta ativada no chão do susto. Enquanto ele inspeciona a porta, uma garotinha entra na fábrica. Depois de várias tentativas fracassadas de Sulley para colocá-la de volta, Randall manda a porta de volta para o cofre de armazenamento de portas da fábrica, e Sulley leva a garota para fora da fábrica em uma mochila. Ele inadvertidamente interrompe o encontro de Mike com sua namorada recepcionista, Celia Mae, em um restaurante japonês de sushi, e o caos irrompe quando a garota se solta. Sulley e Mike conseguem escapar com a garota antes que a Agência de Detecção de Crianças (CDA) chegue e coloque o restaurante em quarentena. Eles logo descobrem que a menina não é tóxica e que seu riso gera uma quantidade imensa de poder. Sulley se apega a ela e a chama de "Boo", enquanto Mike está ansioso para se livrar dela.
A dupla contrabandeia Boo de volta para a fábrica disfarçada de um monstro bebê e tenta mandá-la para casa, mas Randall, que estava esperando em uma emboscada por Boo, sequestra Mike por engano. Ele amarra Mike ao "Extrator de Gritos", uma grande máquina capaz de extrair à força os gritos de crianças humanas sequestradas, resolvendo assim a crise de energia do mundo dos monstros. Antes que Randall possa testar a máquina em Mike, Sulley salva Mike, e a dupla reporta a Waternoose sobre o plano de Randall. No entanto, Waternoose revela que ele e Randall estão trabalhando juntos e exila Mike e Sulley para o Himalaia, mantendo Boo com ele. Os dois são levados pelo Abominável Homem das Neves, que lhes conta sobre uma vila próxima, que Sulley percebe que pode usar a porta para retornar à fábrica. Sulley se prepara para voltar, mas Mike se recusa a ir com ele, culpando a teimosia de Sulley pela situação.
Sulley retorna à fábrica e resgata Boo do Extrator de Gritos, mas é atacado por Randall. Mike retorna para se reconciliar com Sulley e acidentalmente o ajuda a dominar Randall. Com Randall em sua perseguição, Mike e Sulley pegam Boo e escapam para o cofre da porta. Mike invoca a risada de Boo, o que faz com que todas as portas sejam ativadas ao mesmo tempo, permitindo que os monstros entrem e saiam livremente do mundo humano. Randall tenta matar Sulley, mas Boo supera seu medo de Randall e o ataca, permitindo que Sulley o pegue. Sulley e Mike prendem Randall no mundo humano, onde dois residentes em um estacionamento de trailers o confundem com um crocodilo e o espancam com uma pá.
Mike e Sulley localizam a porta de Boo, mas Waternoose, acompanhado pelo CDA, traz a porta para o chão do susto. Mike distrai o CDA enquanto Sulley foge com Boo e sua porta. Ele lidera o perseguidor Waternoose até a sala de simulação da empresa, onde Mike grava Waternoose declarando furiosamente seu plano de salvar a empresa sequestrando crianças. Como Waternoose é preso pelo CDA, ele repreende Sulley por destruir a empresa e agravar a crise de energia. A administradora do andar de susto, Roz, revela ser a chefe do CDA, que vinha trabalhando disfarçada para encontrar o mentor das ações internas da empresa. Roz agradece a Mike e Sulley por sua ajuda e permite que Sulley retorne Boo para casa, mas ela tem a porta de Boo demolida para evitar que qualquer monstro faça contato com ela. Sulley, inspirado por suas experiências com Boo, trama um plano para reformular o método de geração de energia da empresa para colher o riso das crianças em vez dos gritos, já que o riso é dez vezes mais potente.
Com a crise de energia resolvida, Sulley é nomeado o novo CEO da Monsters, Inc. Mike chama Sulley de lado, revelando que ele reconstruiu a porta de Boo. É necessária uma peça final, que Sulley levou como lembrança, para funcionar. Sulley coloca o peça da porta no lugar, entra e alegremente se reúne com Boo.

## Elenco
- John Goodman como James P. "Sulley" Sullivan, um monstro azul enorme e peludo com chifres, cauda e manchas roxas. Embora ele seja excelente em assustar crianças, ele é um gigante gentil por natureza. No início do filme, ele foi o "Melhor Assustador" da Monsters, Inc. por vários meses consecutivos.
- Billy Crystal como Michael "Mike" Wazowski, um monstro verde baixo e redondo com um único olho grande e membros magros. Ele é o corredor da estação de Sulley e treinador no piso assustador, e os dois são amigos íntimos e companheiros de quarto. Ele é charmoso e geralmente o mais organizado dos dois, mas é propenso a neuróticos e seu ego às vezes o leva ao erro. Ele está namorando Celia Mae, que o chama de "Urso-Googly", ou, em português, "Zoiudinho da Mamãe".
- Mary Gibbs como Boo, uma menina humana de dois anos[4][5][6] que não tem medo de nenhum monstro, exceto Randall, o assustador designado para sua porta. Ela acredita que Sulley é um gato grande e se refere a ele como "Kitty". No filme, um dos desenhos de Boo é coberto com o nome "Mary". O livro baseado no filme dá o nome "real" de Boo como Mary Gibbs, o nome de sua dubladora, que também é filha de um dos artistas da história do filme, Rob.[7]
- Steve Buscemi como Randall Boggs, um monstro lagarto roxo de oito patas com uma habilidade camaleônica de mudar a cor de sua pele e se misturar completamente ao ambiente. Ele é um personagem malicioso e arrogante que se torna rival de Sulley e Mike na coleção de gritos.
- James Coburn como Henry J. P. Waternoose, um monstro artropódico com cinco olhos e uma parte inferior do corpo semelhante a um caranguejo. Ele é o CEO da Monsters, Inc., um trabalho transmitido por sua família por três gerações. Ele atua como um mentor para Sulley, tendo grande fé nele como um assustador.
- Jennifer Tilly como Celia Mae, um monstro parecido com uma górgona com um olho e pernas parecidas com tentáculos. Ela é a recepcionista da Monsters, Inc. e namorada de Mike.
- Bob Peterson como Roz, um monstro parecido com uma lesma com uma voz rouca que administra o Piso do Susto, onde Sulley, Mike e Randall trabalham. No final do filme, é revelado que Roz é o "Agente Número 1" do CDA, e trabalhou disfarçada na Monsters, Inc. por dois anos e meio.
- John Ratzenberger como Yeti,[8] também conhecido por O Abominável Homem das Neves,[9] um monstro branco peludo que foi banido para o Himalaia. Ele foi inspirado pelo Abominável Homem das Neves do especial de animação de Rankin/Bass de 1964, Rudolph the Red-Nosed Reindeer.[10]
- Frank Oz como Jeff Fungus, O assistente de Randall, de pele vermelha, três olhos e sitiado.
- Daniel Gerson como Needleman & Smitty, dois monstros patetas com vozes estridentes que trabalham como zeladores e operam o destruidor de portas quando necessário.
- Steve Susskind como Jerry Slugworth, um monstro vermelho de sete dedos que administra o Piso do Susto e é um bom amigo de Waternoose.
- Bonnie Hunt como Sra. Burdine Flint, um monstro feminino que treina novos monstros para assustar as crianças.
- Jeff Pidgeon como Thaddeus "Phlegm" Bile, um treinador de assustadores para a Monsters, Inc.
- Samuel Lord Black como George Sanderson, um monstro rechonchudo, com pelo de laranja, com um único chifre no topo da cabeça. Uma piada em execução ao longo do filme envolve George repetidamente fazendo contato com artefatos humanos (como meias e similares que se agarram a sua pele por meio de estática), fazendo com que seu treinador do susto desencadeasse incidentes "23-19" com o CDA resultando em uma multidão, raspado careca e esterilizado. Ele é um bom amigo de Pete "Claws" Ward.
- Laraine Newman como Sra. Nesbit, a professora de creche Monsters, Inc. Seu nome foi mais tarde mencionado nos quadrinhos da Laugh Factory.

## Produção

### Desenvolvimento

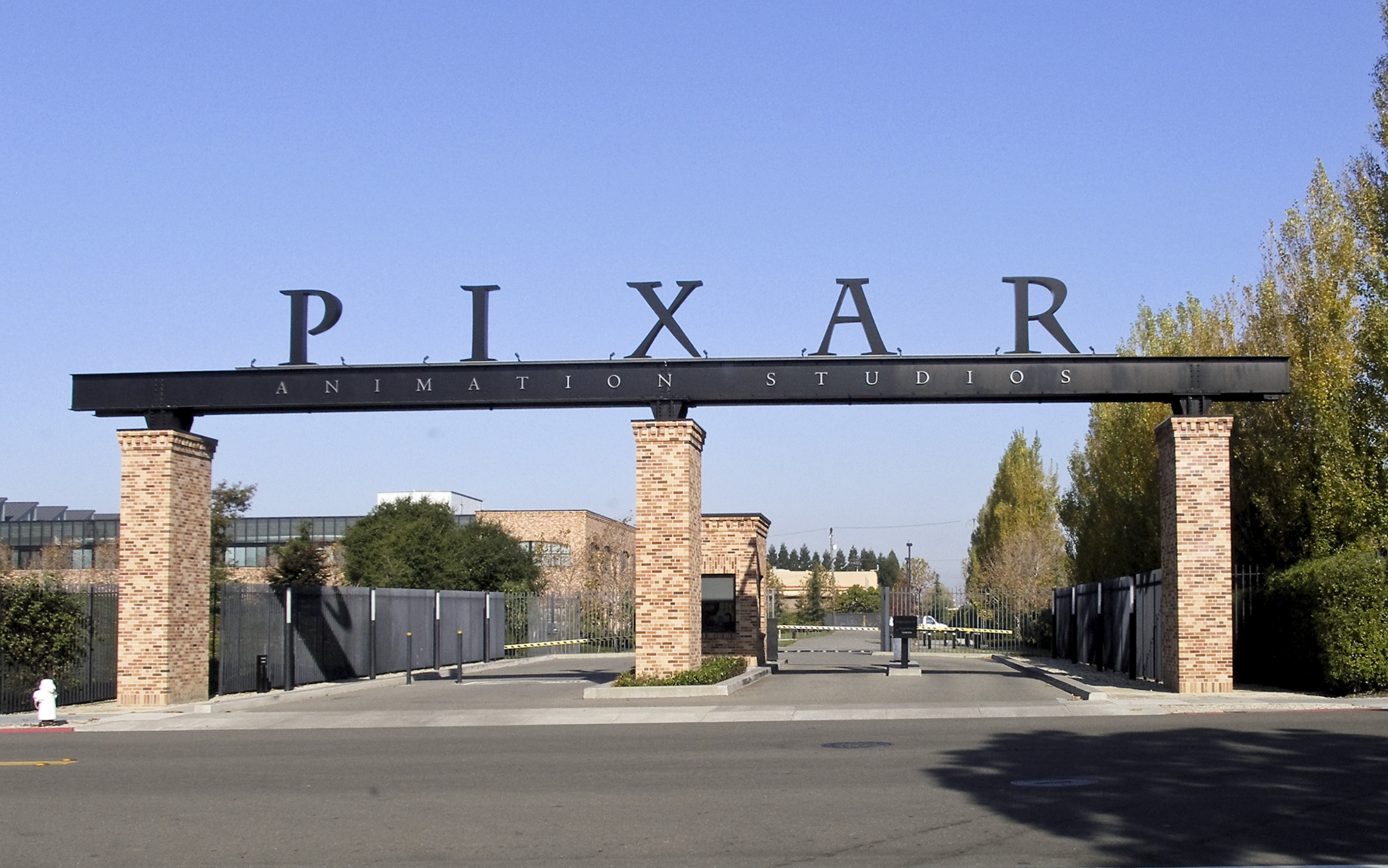
Quando a produção de Monsters, Inc. começou para valer em 2000, a Pixar se mudou para um prédio maior em Emeryville, Califórnia.

A ideia da Monsters, Inc. foi concebida em um almoço em 1994 com a presença de John Lasseter, Pete Docter, Andrew Stanton e Joe Ranft durante a produção de Toy Story. Uma das ideias que surgiram da sessão de brainstorming foi um filme sobre monstros. “Quando estávamos fazendo Toy Story”, Docter disse, “todo mundo veio até mim e disse 'Ei, eu acreditava totalmente que meus brinquedos ganhavam vida quando eu saía da sala. Então, quando a Disney nos pediu para fazer mais alguns filmes, eu quis explorar uma noção infantil semelhante a essa. Eu sabia que monstros estavam saindo do meu armário quando eu era criança. Então eu disse: 'Ei, vamos fazer um filme sobre monstros.'"
Docter começou a trabalhar no filme que se tornaria Monsters, Inc. em 1996, enquanto outros se concentravam em A Bug's Life (1998) e Toy Story 2 (1999). Seu codinome era Hidden City, em homenagem ao restaurante favorito de Docter em Point Richmond. No início de fevereiro de 1997, Docter esboçou um tratamento junto com Harley Jessup, Jill Culton e Jeff Pidgeon que tinha alguma semelhança com o filme final. Docter contou a história para a Disney com algumas obras de arte iniciais em 4 de fevereiro daquele ano. Ele e sua equipe de história saíram com algumas sugestões em mãos e voltaram a lançar uma versão refinada da história em 30 de maio. Nessa reunião, o antigo animador da Disney Joe Grant - cujo trabalho remonta a Branca de Neve e os Sete Anões (1937) - sugeriu o título Monsters, Inc., uma brincadeira com o título de um filme de gângster Murder, Inc., que pegou. O filme marca o primeiro longa-metragem da Pixar a não ser dirigido por Lasseter em vez de ser dirigido por Docter, bem como Lee Unkrich e David Silverman, que atuaram como codiretores.

### Roteiro
O enredo assumiu muitas formas durante a produção. A ideia original de Docter apresentava um homem de 30 anos lidando com monstros que ele desenhou em um livro quando criança, voltando para incomodá-lo quando adulto. Cada monstro representava um medo que ele tinha, e vencer esses medos fazia com que os monstros eventualmente desaparecessem.
Depois que Docter descartou o conceito inicial de um homem de 30 anos com medo de monstros, ele decidiu por uma história de amizade entre um monstro e uma criança intitulada simplesmente Monsters, na qual o personagem monstro de Sulley (conhecido nesta fase como Johnson) era um novato em seu local de trabalho, onde o objetivo da empresa era assustar crianças. O eventual companheiro de Sulley, Mike Wazowski, ainda não havia sido adicionado.
Entre 1996 e 2000, o monstro principal e a criança passaram por mudanças radicais conforme a história evoluía. À medida que a história se desenrolava, a criança variava em idade e gênero. No final das contas, a equipe de história decidiu que uma garota seria a melhor contraparte para um co-estrela peludo de 2,5 metros de altura. Depois que uma garota foi escolhida, o personagem continuou a sofrer mudanças, em um ponto sendo irlandês e em outro sendo um personagem afro-americano. Originalmente, a personagem da menina, conhecida como Mary, tornou-se uma destemida criança de sete anos que foi endurecida por anos de provocações e partidas de quatro irmãos mais velhos. Em total contraste, Johnson está nervoso com a possibilidade de perder seu emprego depois que o chefe da Monsters, Inc. anuncia que uma redução de empregados está a caminho. Ele sente inveja porque outro assustador, Ned (que mais tarde se tornou Randall), é o melhor artista da empresa. Através de vários rascunhos, a ocupação de Johnson foi indo e voltando de ser um assustador e de trabalhar em outra área da empresa, como zelador ou trabalhador de uma refinaria, até sua encarnação final como o melhor assustador na Monsters, Inc. Ao longo do desenvolvimento, a Pixar se preocupou com o fato de que ter um personagem principal cujo objetivo principal era assustar as crianças afastaria o público e faria com que eles não tivessem empatia por ele. Docter mais tarde descreveria que a equipe "se curvou para trás tentando criar uma história que ainda tivesse monstros" enquanto tentava resolver o problema. Um momento chave veio quando a equipe decidiu "Ok, ele é o MELHOR assustador lá. Ele é o quarterback estrela" com Docter observando que antes daquele momento "design após design, nós realmente não sabíamos o que ele era." Disney notou à Pixar logo no início que não queriam que o personagem "parecesse um cara de terno". Para este fim, Johnson foi originalmente planejado para ter tentáculos no lugar dos pés; no entanto, isso causou muitos problemas nos primeiros testes de animação. A ideia foi posteriormente amplamente rejeitada, pois se pensava que o público seria distraído pelos tentáculos. A idade de Mary também diferia de um rascunho para outro, até que os escritores se estabeleceram na idade de 3 anos. "Descobrimos que quanto mais jovem ela era, mais dependente se tornava de Sulley", disse Docter.
Eventualmente, Johnson foi renomeado Sullivan. Sullivan também foi planejado para usar óculos durante o filme. No entanto, os criadores acharam uma ideia perigosa porque os olhos eram uma forma perfeitamente legível e clara de expressar a personalidade de um personagem; assim, essa ideia também foi rejeitada.
A ideia de um amigo monstro para o monstro principal surgiu em um "encontro de histórias" em 6 de abril de 1998 em Burbank com funcionários da Disney e Pixar. Um termo cunhado por Lasseter, uma "cúpula da história" era um exercício intensivo que produziria uma história concluída em apenas dois dias. Tal personagem, concordou o grupo, daria ao monstro líder alguém com quem conversar sobre sua situação. O artista de desenvolvimento Ricky Nierva desenhou um esboço do conceito de um monstro arredondado com um olho como um conceito para o personagem, e todos foram geralmente receptivos a ele. Docter chamou o personagem de Mike em homenagem ao pai de seu amigo Frank Oz, um diretor e performer de Muppet. Jeff Pidgeon e Jason Katz embarcaram na história de um teste no qual Mike ajuda Sulley a escolher um empate para o trabalho, e Mike Wazowski logo se tornou um personagem vital no filme. Originalmente, Mike não tinha braços e precisava usar as pernas como apêndices; no entanto, devido a algumas dificuldades técnicas, foram-lhe logo adicionados.
O roteirista Dan Gerson ingressou na Pixar em 1999 e trabalhou no filme com os cineastas diariamente por quase dois anos. Ele considerou essa sua primeira experiência ao escrever um longa-metragem. Ele explicou: "Eu me sentava com Pete [Docter] e David Silverman e conversávamos sobre uma cena e eles me diziam o que estavam procurando. Eu fazia algumas sugestões e depois escrevia a sequência. reúna-se novamente, analise-o e entregue-o a um artista de histórias. Foi aqui que o processo colaborativo realmente começou. O artista do conselho não estava em dívida com meu trabalho e podia tomar liberdades aqui e ali. Às vezes, eu sugeria uma ideia sobre fazendo com que a piada funcionasse melhor visualmente. Uma vez que a cena passasse para a animação, os animadores acrescentariam ainda mais o material."

### Escolha do elenco
Bill Murray foi considerado para o papel de voz de James P. "Sulley" Sullivan. Ele fez um teste de tela para o papel e ficou interessado, mas quando Pete Docter não conseguiu fazer contato com ele, ele interpretou isso como um "não". A voz de Sulley foi para John Goodman, o co-estrela de longa data da série de comédia Roseanne e um personagem regular nos filmes dos irmãos Coen. Goodman interpretou o personagem para si mesmo como o monstro equivalente a um jogador da National Football League. "Ele é como um atacante experiente no décimo ano de sua carreira", disse ele na época. "Ele é totalmente dedicado e um profissional total." Billy Crystal, tendo se arrependido de ter recusado o papel de Buzz Lightyear anos antes, aceitou o de Mike Wazowski, o melhor amigo caolho e assistente de susto de Sulley.

### Animação

A cena da "abóbada de porta" é um dos cenários mais elaborados do filme

Em novembro de 2000, no início da produção de Monsters, Inc., a Pixar fez as malas e se mudou pela segunda vez desde seus anos na Lucasfilm. Os cerca de 500 funcionários da empresa se espalharam por três prédios, separados por uma rodovia movimentada. A empresa mudou-se de Point Richmond para um campus muito maior em Emeryville, co-projetado por Lasseter e Steve Jobs.
Na produção, o filme diferia dos recursos anteriores da Pixar, já que cada personagem principal neste filme tinha seu próprio animador principal - John Kahrs em Sulley, Andrew Gordon em Mike e Dave DeVan em Boo. Kahrs descobriu que a "qualidade de urso" da voz de Goodman proporcionava um ajuste excepcionalmente bom com o personagem. Ele enfrentou um desafio difícil, no entanto, ao lidar com a grande massa de Sulley; tradicionalmente, os animadores transmitiam o peso de uma figura dando-lhe um movimento mais lento e elaborado, mas Kahrs estava preocupado que tal abordagem de um personagem central daria ao filme uma sensação "lenta". Como Goodman, Kahrs passou a pensar em Sulley como um jogador de futebol, cuja capacidade atlética o permitia mover-se rapidamente, apesar de seu tamanho. Para ajudar os animadores com Sulley e outros monstros grandes, a Pixar providenciou para que Rodger Kram, um especialista na locomoção de mamíferos pesados da Universidade da Califórnia em Berkeley, fizesse uma palestra sobre o assunto.
Somando-se à aparência natural de Sulley, houve um esforço intenso da equipe técnica para refinar o acabamento da pele. Outras casas de produção abordaram peles realistas, mais notavelmente Rhythm & Hues em seus comerciais de urso polar de 1993 para a Coca-Cola e em seus rostos de animais falantes no filme Babe de 1995. Este filme, no entanto, exigia peles em uma escala muito maior. Do ponto de vista dos engenheiros da Pixar, a busca por peles apresentou vários desafios significativos; uma era descobrir como animar um grande número de fios de cabelo - 2.320.413 deles em Sulley - de maneira razoavelmente eficiente, e outra era certificar-se de que os fios de cabelo projetassem sombras sobre os outros. Sem autossombreamento, o pelo ou o cabelo assumem uma aparência irreal de cor lisa (por exemplo, em Toy Story, o cabelo da irmãzinha de Andy, como visto na sequência de abertura do filme, é cabelo sem autossombreamento).
O primeiro teste de pele permitiu a Sulley correr uma pista de obstáculos. Os resultados não foram satisfatórios, pois esses objetos pegaram e esticaram os pelos devido à extrema quantidade de movimento. Outro teste semelhante também não teve sucesso, pois, desta vez, o pelo passou por entre os objetos.
Pixar então montou um departamento de Simulação e criou um novo programa de simulação de peles chamado Fizt (abreviação de "ferramenta de física"). Depois que uma foto com Sulley foi animada, o departamento pegou os dados dessa foto e adicionou o pelo de Sulley. Fizt permitiu que o pelo reagisse de forma mais natural. Cada vez que Sulley precisava se mover, seu pelo (automaticamente) reagia aos seus movimentos, levando também em consideração os efeitos do vento e da gravidade. O programa Fizt também controlou o movimento das roupas de Boo, o que proporcionou outro "avanço". A tarefa aparentemente simples de animar o tecido também foi um desafio para animar, graças às centenas de vincos e rugas que ocorriam automaticamente na roupa quando o usuário se movia. Além disso, isso significava que eles tinham que resolver o problema complexo de como manter o tecido desembaraçado - em outras palavras, evitar que passasse por ele mesmo quando partes dele se cruzassem. Fizt aplicou o mesmo sistema às roupas de Boo e ao pelo de Sulley. Em primeiro lugar, Boo estava animado sem camisa; o departamento de Simulação então usou Fizt para aplicar a camisa sobre o corpo de Boo, e cada vez que ela se movia, suas roupas também reagiam aos movimentos de uma maneira mais natural.
Para resolver o problema das colisões tecido a tecido, Michael Kass, cientista sênior da Pixar, juntou-se à Monsters, Inc. por David Baraff e Andrew Witkin e desenvolveu um algoritmo que eles chamaram de "análise de intersecção global" para lidar com o problema. A complexidade das tomadas no filme, incluindo cenários elaborados como o cofre da porta, exigia mais poder de computação para renderizar do que qualquer um dos esforços anteriores da Pixar combinados. O Render farm de Monsters, Inc. era composto de 3500 processadores Sun Microsystems, em comparação com 1400 para Toy Story 2 e apenas 200 para Toy Story, ambos construídos na própria arquitetura de processador SPARC baseada em RISC da Sun.

## Lançamento
O filme estreou em 28 de outubro de 2001, no El Capitan Theatre em Hollywood, Califórnia. Foi lançado nos cinemas em 2 de novembro de 2001 nos Estados Unidos, na Austrália em 26 de dezembro de 2001 e no Reino Unido em 8 de fevereiro de 2002. O lançamento nos cinemas foi acompanhado pelo curta-metragem de animação da Pixar For the Birds.
Assim como em A Bug's Life e Toy Story 2, uma montagem de "outtakes" e uma performance de uma peça baseada em uma linha do filme foram feitas e incluídas nos créditos finais do filme a partir de 7 de dezembro de 2001.
Após o sucesso do relançamento em 3D de O Rei Leão, a Disney e a Pixar relançaram Monsters, Inc. em 3D em 19 de dezembro de 2012.

### Home media
Monsters, Inc. foi lançado em VHS e DVD em 17 de setembro de 2002. Em seguida, foi lançado em Blu-ray em 10 de novembro de 2009,  e em Blu-ray 3D em 19 de fevereiro de 2013. Monsters, Inc. foi lançado em 4K Blu-ray em 3 de março de 2020.

## Recepção

### Bilheteria
Monsters, Inc. ficou em primeiro lugar nas bilheterias em seu fim de semana de estreia nos Estados Unidos, arrecadando 62.577.067 dólares somente na América do Norte. O filme teve uma pequena queda de 27,2% em seu segundo fim de semana, rendendo outros 45.551.028 dólares. Em seu terceiro final de semana, o filme teve uma queda maior de 50,1%, colocando-se na segunda posição logo após Harry Potter e a Pedra Filosofal. Em seu quarto fim de semana, no entanto, houve um aumento de 5,9%, fazendo 24.055.001 dólares naquele fim de semana para um total combinado de mais de 525 milhões de dólares. Em maio de 2013, é o oitavo maior quarto fim de semana de um filme.
O filme arrecadou 289.916.256 dólares na América do Norte e 287.509.478 dólares em outros territórios, com um total mundial de US$ 577.425.734. Monsters, Inc. é a nona maior bilheteria da Pixar em todo o mundo e a sexta na América do Norte. Por um tempo, o filme ultrapassou Aladdin como o segundo filme de animação de maior bilheteria de todos os tempos, atrás apenas de O Rei Leão, de 1994.
No Reino Unido, Irlanda e Malta, ganhou 37.264.502 libras (53.335.579 dólares), marcando o sexto filme de animação de maior bilheteria de todos os tempos no país e o trigésimo segundo filme de maior bilheteria de todos os tempos. No Japão, embora ganhando 4.471.902 dólares durante sua abertura e ficando em segundo lugar atrás de The Lord of the Rings: The Fellowship of the Ring no fim de semana, mudou para o primeiro lugar nos fins de semana subsequentes devido a diminuições excepcionalmente pequenas ou mesmo aumentos e dominou por seis semanas a bilheteria. Finalmente alcançou 74.437.612 dólares, ficando como o terceiro filme de maior bilheteria de 2001 e o terceiro maior filme de animação dos EUA de todos os tempos no país, atrás de Toy Story 3 e Procurando Nemo.

### Resposta crítica
O agregador de resenhas Rotten Tomatoes deu ao filme uma pontuação de 96% com base em 196 comentários, com uma pontuação média de 8,03/10; o consenso crítico do site diz: "Inteligente, engraçado e encantador de se olhar, Monsters, Inc. oferece outro exemplo retumbante de como a Pixar elevou o padrão da animação moderna para todas as idades". O Metacritic dá ao filme uma pontuação 79/100 com base em 35 avaliações, indicando "avaliações geralmente favoráveis". De acordo com o CinemaScore, o público pesquisado deu ao filme uma rara nota "A+", se tornando o segundo filme da Pixar a ganhar tal avaliação depois de Toy Story 2.
Charles Taylor, do Salon.com, declarou: "É agradável e, muitas vezes, engraçado, e os adultos que levam seus filhos para ver o local podem se surpreender ao se encontrarem se divertindo". Elvis Mitchell do The New York Times deu uma crítica positiva, elogiando o uso do filme de "energia criativa", dizendo que "não houve um filme em anos para usar a energia criativa de forma tão eficiente quanto Monsters, Inc." Embora Mike Clark do USA Today pensasse que a comédia às vezes era "mais frenética do que inspirada e as emoções do espectador raramente são tocadas em qualquer grau notável", ele também viu o filme como "visualmente inventivo como seus predecessores da Pixar".
O crítico de cinema do ReelViews, James Berardinelli, deu ao filme 3 1⁄2 estrelas de 4 e escreveu que o filme era "um daqueles raros filmes de família que os pais podem desfrutar (em vez de suportar) junto com seus filhos". Roger Ebert do jornal Chicago Sun-Times deu ao filme 3 de 4 estrelas, chamando-o de "diversão alegre e cheia de energia e, como os outros filmes da Pixar, tem um estoque contínuo de piadas e referências voltadas para os adultos". Lisa Schwarzbaum da Entertainment Weekly deu ao filme uma nota "B+" e elogiou a animação do filme, declarando "Tudo da Pixar Animation Studios - o estiloso e moderno equipamento de animação por computador - parece realmente incrível e natural com um toque livre iconoclastia de mães e pais no quarteirão."

### Prêmios e indicações
Monsters, Inc. ganhou o Óscar de Melhor Canção Original (Randy Newman, após quinze indicações anteriores, por "If I Didn't Have You"). Foi um dos primeiros filmes de animação a ser nomeado para Melhor Filme de Animação (perdeu para Shrek). Também foi nomeado para Melhor Trilha Sonora Original (perdeu para The Lord of the Rings: The Fellowship of the Ring) e Melhor Edição de Som (perdeu para Pearl Harbor). No Kids' Choice Awards em 2002, foi indicado para "Voz Favorita em um Filme de Animação" por Billy Crystal (que perdeu para Eddie Murphy em Shrek).

## Músicas
| Críticas profissionais | Críticas profissionais |
| Avaliações da crítica  | Avaliações da crítica  |
| Fonte                  | Avaliação              |
| ---------------------- | ---------------------- |
| AllMusic               | [ 60 ]                 |
| Empire                 | [ 61 ]                 |
| Filmtracks.com         | [ 62 ]                 |
| Movie Wave             | [ 63 ]                 |
| Soundtrack.net         | [ 64 ]                 |

Monsters Inc. foi a quarta colaboração em longa-metragem de Randy Newman com a Pixar. A canção dos créditos finais "If I Didn't Have You" foi cantada por John Goodman e Billy Crystal.
O álbum foi indicado ao Oscar de Melhor Trilha Sonora Original e ao Grammy Award para Melhor Trilha Orquestrada de Mídia Visual. A trilha sonora perdeu esses dois prêmios para The Lord of the Rings: The Fellowship of the Ring, mas após dezesseis indicações, a canção "If I Didn't Have You" finalmente deu a Newman seu primeiro Òscar de Melhor Canção Original. Ele também ganhou um Grammy Award para Melhor Canção para Mídias Visuais.

### Lista de faixas
Todas as faixas escritas e compostas por Randy Newman. 
| N.º            | Título                                                                 | Duração |  |
| 1.             | "If I Didn't Have You" (interpretado por Billy Crystal e John Goodman) | 3:41    |  |
| 2.             | "Monsters, Inc."                                                       | 2:09    |  |
| 3.             | "School"                                                               | 1:38    |  |
| 4.             | "Walk to Work"                                                         | 3:29    |  |
| 5.             | "Sulley and Mike"                                                      | 1:57    |  |
| 6.             | "Randall Appears"                                                      | 0:49    |  |
| 7.             | "Enter the Heroes"                                                     | 1:03    |  |
| 8.             | "The Scare Floor"                                                      | 2:41    |  |
| 9.             | "Oh, Celia!"                                                           | 1:09    |  |
| 10.            | "Boo's Adventures in Monstropolis"                                     | 6:23    |  |
| 11.            | "Boo's Tired"                                                          | 1:03    |  |
| 12.            | "Putting Boo Back"                                                     | 2:22    |  |
| 13.            | "Boo Escapes"                                                          | 0:52    |  |
| 14.            | "Celia's Mad"                                                          | 1:41    |  |
| 15.            | "Boo Is a Cube"                                                        | 2:19    |  |
| 16.            | "Mike's in Trouble"                                                    | 2:19    |  |
| 17.            | "The Scream Extractor"                                                 | 2:12    |  |
| 18.            | "Sulley Scares Boo"                                                    | 1:10    |  |
| 19.            | "Exile"                                                                | 2:17    |  |
| 20.            | "Randall's Attack"                                                     | 2:22    |  |
| 21.            | "The Ride of the Doors"                                                | 5:08    |  |
| 22.            | "Waternoose is Waiting"                                                | 3:14    |  |
| 23.            | "Boo's Going Home"                                                     | 3:34    |  |
| 24.            | "Kitty"                                                                | 1:20    |  |
| 25.            | "If I Didn't Have You" (interpretado por Newman)                       | 3:38    |  |
| Duração total: | Duração total:                                                         | 1:00:30 |  |

### Posição no Chart
| Chart (2001)                   | Posição máxima |
| ------------------------------ | -------------- |
| US Top Soundtracks (Billboard) | 25             |

## Ações judiciais

Um desenho de um personagem para "Excuse My Dust" de Stanley Mouse, um filme que ele tentou vender para Hollywood em 1998

Pouco antes do lançamento do filme, a Pixar foi processada pela compositora infantil Lori Madrid, de Wyoming, alegando que a empresa havia roubado suas ideias de seu poema de 1997 "There's a Boy in My Closet".
Madrid enviou seu poema a seis editoras em outubro de 1999, principalmente a Chronicle Books, antes de transformá-lo em um musical local em agosto de 2001. Depois de ver o trailer de Monsters, Inc., Madrid concluiu que a Chronicle Books havia passado seu trabalho para a Pixar e que o filme foi baseado em seu trabalho. Em outubro de 2001, ela entrou com o processo contra a Chronicle Books, Pixar e Disney em um tribunal federal em Cheyenne, Wyoming. Seu advogado pediu ao tribunal que emitisse uma liminar, que proibiria a Pixar e a Disney de lançar o filme enquanto o processo estivesse pendente.
Em uma audiência em 1 de novembro de 2001 - um dia antes do lançamento programado do filme em 5.800 telas em 3.200 cinemas em todo o país - o juiz recusou-se a conceder a liminar. Em 26 de junho de 2002, ele decidiu que o filme não tinha nada em comum com o poema.
Em novembro de 2002, Stanley Mouse entrou com uma ação na qual ele alegou que os personagens de Mike e Sulley eram baseados em desenhos de Excuse My Dust, um filme que ele tentou vender para Hollywood em 1998. O processo também declarou que um artista de histórias da Pixar visitou Mouse em 2000 e discutiu o trabalho de Mouse com ele. Uma porta-voz da Disney respondeu, dizendo que os personagens de Monsters, Inc. foram "desenvolvidos de forma independente pelas equipes de criação da Pixar e da Walt Disney Pictures e não infringem os direitos autorais de ninguém".

## Prequela
Uma prequela, intitulada Monsters University, foi lançada em 21 de junho de 2013. John Goodman, Billy Crystal e Steve Buscemi reprisaram seus papéis de Sulley, Mike e Randall, enquanto Dan Scanlon dirigiu o filme. O enredo da prequela concentra-se nos estudos de Sulley e Mike na Universidade de Monstros, onde eles começaram como rivais, mas logo se tornaram melhores amigos.

## Outras mídias
Um curta de animação, Mike's New Car, foi feito pela Pixar em 2002, no qual os dois personagens principais tiveram desventuras variadas com um carro que Mike acabou de comprar. Este filme não foi exibido nos cinemas, mas está incluído em todos os lançamentos de vídeos caseiros de Monsters, Inc. e no DVD de curtas dedicados da Pixar. Em agosto de 2002, uma versão mangá de Monsters, Inc. foi feita por Hiromi Yamafuji e distribuída na revista Comic Bon Bon da Kodansha no Japão; o mangá foi publicado em inglês pela Tokyopop até que saiu de catálogo. Uma série de jogos eletrônicos, incluindo um jogo eletrônico multiplataforma, foi criado com base no filme. Os jogos eletrônicos incluíam Monsters, Inc., Monsters, Inc. Scream Team e Monsters, Inc. Scream Arena. Um jogo intitulado Monsters, Inc. Run foi lançado na App Store para iPhone, iPod Touch e iPad em 13 de dezembro de 2012.
A Feld Entertainment fez uma turnê pela Monsters, Inc. edição de sua turnê Walt Disney's World on Ice de 2003 a 2007. Monsters, Inc. inspirou três atrações nos parques temáticos da Disney em todo o mundo. Em 2006, Monsters, Inc. Mike & Sulley to the Rescue! inaugurado no Disneyland Resort's Disney California Adventure em Anaheim, Califórnia. Em 2007, a Monsters, Inc. Laugh Floor foi inaugurada no Magic Kingdom do Walt Disney World Resort em Lake Buena Vista, Flórida, substituindo The Timekeeper. O espetáculo é de natureza improvisada e apresenta a oportunidade para os convidados interagirem com os comediantes monstruosos e enviarem suas próprias piadas via mensagem de texto. Em 2009, a Monsters, Inc. Ride & Go Seek foi inaugurada no Tokyo Disney Resort's Tokyo Disneyland em Chiba, Japão.
Em 2009, a Boom! Studios produziram uma minissérie em quadrinhos de Monsters Inc. que teve quatro edições. O enredo se passa após o filme e se concentra nas lutas diárias de Sulley e Mike para operar a Monsters Inc. em sua nova política empresarial focada no riso. Ao mesmo tempo, seu trabalho é impedido pelos esquemas de vingança de Randall e Waternoose, bem como por uma criança humana (indiretamente revelada como Sid Phillips da franquia Toy Story) que sequestrou a tecnologia de porta do armário da empresa para cometer uma série de roubos de brinquedos em todo o mundo humano.
Um mundo baseado no filme fez sua primeira aparição na série Kingdom Hearts em Kingdom Hearts III, tornando-o o segundo filme da Disney-Pixar apresentado na série depois de Toy Story. O mundo se passa após os acontecimentos do primeiro filme.

### Série de televisão
Em novembro de 2017, o CEO da Disney Bob Iger falou sobre os planos para desenvolver uma série de televisão spin-off da Monsters, Inc. entre outras propriedades da empresa. Em novembro do ano seguinte, a série foi confirmada para o Disney+, e supostamente continuará a história dos filmes anteriores. Em 9 de abril de 2019, foi anunciado que Goodman, Crystal e Tilly voltariam como Mike, Sulley e Celia, respectivamente, para a série. Além disso, Ratzenberger não retornará apenas como Yeti, mas também dará voz a um novo personagem, Bernard, e Peterson não apenas dará voz a Roz, mas também à irmã gêmea de Roz, Roze. Outros membros do elenco incluirão Ben Feldman como o monstro mecânico Tylor Tuskmon, Kelly Marie Tran como a amiga de Tylor, Val Little, Henry Winkler como o novo chefe Fritz, Lucas Neff como Duncan, um encanador, Alanna Ubach como Cutter, Stephen Stanton como Needleman e Smitty (substituindo Gerson), e Aisha Tyler como a mãe de Tylor, Millie. A série será lançada no Disney+ no início de 2021.